# Нижняя Занинка
Ни́жняя За́нинка — деревня в Судогодском районе Владимирской области России, входит в состав Вяткинского сельского поселения.

## География
Деревня расположена в 13 км на юго-запад от центра поселения деревни Вяткино, в 17 км к югу от Владимира и в 40 км к северо-западу от райцентра Судогды.

## История
В конце XIX — начале XX века деревня входила в состав Подольской волости Владимирского уезда. В 1859 году в деревне числилось 13 дворов, в 1905 году — 21 двор, в 1926 году — 28 хозяйств.
С 1929 года деревня входила с состав Улыбышевского сельсовета Владимирского района, с 1965 года — Судогодского района.

## Население
| 1859 | 1905 | 1926 | 2002 | 2010 | 2021 |
| ---- | ---- | ---- | ---- | ---- | ---- |
| 73   | ↗91  | ↗130 | ↘15  | ↗16  | ↘12  |